# Juliana Knust

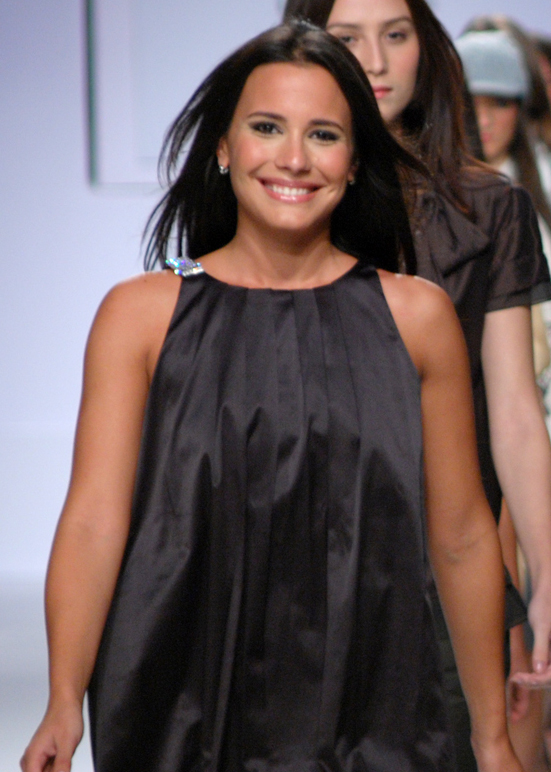
Juliana Knust

Juliana Knust Sampaio (sinh ngày 29 tháng 5 năm 1981 tại Niterói, Rio de Janeiro) là một nữ diễn viên người Brazil.
Knust bắt đầu sự nghiệp của mình trong mùa năm 1997 của Malhação. Nhưng vào năm 2003, diễn cùng với Malu Mader trong vở opera Celebridade, nơi cô đóng vai Sandra, điều này chứng minh rằng sự nghiệp của cô đã được củng cố. Sau đó, cô xuất hiện trên bìa của một số tạp chí như Thể dục và VIP, và chụp ảnh khỏa thân cho trang bìa của tạp chí Playboy của Brazil vào ngày 13 tháng 12 năm 2007.

## Sự nghiệp
Knust bắt đầu học hát ở tuổi 12. Cô ghi danh vào một trường dạy nghệ thuật biểu diễn, tham gia các khóa học thông qua video và sân khấu.
Knust bắt đầu sự nghiệp của mình ở tuổi 15 khi cô trình bày một chương trình giáo dục với Regina Case. Sau đó, cô xuất hiện trong các vở kịch như Bambuluá, Sandy & Junior, Sítio do Picapau Amarelo và một tập của Carga Pesada, nhận được lời mời đóng vai Sandra trong Celebridade năm 2003.
Kể từ đó, cô đã xuất hiện trong các vở opera và các chương trình như A Diarista, América và Cobras & Lagartos. Cô cũng tham gia vào vở kịch "Pequena Sereia", "Pocahontas", "Pai, Qual é a tua?" e "Tudo de Bom".
Knust xuất hiện trong bộ phim ngắn Vila Isabel, cùng với Paulo Goulart và Nicette Bruno. Cô cũng từng làm việc cho Achados e Perdidos (2005) và Xuxa e o Tesouro da Cidade Perdida (2004).
Năm 2007, cô tham gia bộ phim truyền hình Duas Caras và biểu diễn trong nhà hát với vở kịch Alarme Falso.
Trong năm 2008, cô xuất hiện trong chuỗi phim ngắn Casos e Acasos và Faça Sua História.
Trong năm 2009, cô diễn trong nhà hát với vở kịch Vergonha dos Pés, cùng với diễn viên Danton Mello
Năm 2010, cô tham gia bộ phim A Vida Alheia do Miguel Falabella sản xuất. Năm sau, Knust là diễn viên cho một loạt các tập phim của Macho Man. Giữa năm 2011 và 2012, cô đóng vai Zuleika trong vở opera Fina Estampa.